# Spinalonga
Spinalonga je malý ostrov poblíž Kréty v Egejském moři. V minulosti ostrov sloužil jako místo pro internaci malomocných, které bylo v roce 1954 zrušeno jako poslední oficiální leprosárium v Evropě.

## Historie
Dějiny ostrova souvisí s dějinami blízké Kréty. V zálivu Mirabello, v němž ostrov leží, zřídili nejprve pevnost Benátčané, do jejichž vlastnictví ostrov přešel ve 13. století. Byla považována za nedobytnou, zajímavostí však je, že stavba pevnosti stojící dnes na ostrově se datuje až k roku 1579. Je tedy možné, že pevnost existovala již dříve a Benátčanům poskytovala dostatečnou ochranu. Mýtus o nedobytnosti vyvrátili až roku 1645 Turci, kteří po obležení Kréty ostrov nakonec dobyli i s blízkou Spinalongou. Dobytí ostrova jim však trvalo celkem neuvěřitelných 70 let. V opuštěné pevnosti si turecké obyvatelstvo zřídilo své příbytky a obživou jim bylo pašování. O výnosu černého trhu dokládá také enormní nárůst obyvatel ostrova až do roku 1898, kdy se ostrov opět dostal pod krétskou správu.
Většina z téměř tisícovky muslimských rodin se odmítala z ostrova stěhovat. Odpor byl ukončen až roku 1903, kdy krétská vláda rozhodla, že bude na ostrově zřízeno leprosárium. Důvodem byla výhodná poloha ostrova (izolovaný, ale dobrá poloha pro zásobování) i snaha o vyhoštění rodilých Turků.
Podmínky pro nemocné na ostrově ovšem byly tristní. První dodávka 400 malomocných, které většinou násilím odtrhli od rodin a dopravili na ostrov, si nebyla schopná najít obydlí v domech, které byly opuštěny po tureckém vysídlení, a živořila. Podmínky se zlepšily až s transportem další várky nemocných z řecké pevniny. Jednalo se většinou o vzdělanější nemocné a ti se již byli schopni o sebe postarat. Problémy se zásobováním i tak přetrvávaly - chyběl zejména lékařský personál a voda, která se musela dovážet. Nemocní na ostrově obnovili záchytný systém pro udržení vody po Benátčanech i tureckou prádelnu. Dokonce zřídili i kamenolom k těžbě materiálu na opravu domů.
Smrt byla na ostrově bohužel na denním pořádku. Jediným východiskem, jak pomoci nemocným, byly amputace, proto nebylo výjimkou naleznout nemocného bez končetin. Po příchodu vzdělanější vrstvy na ostrov sice dostávali obyvatelé od řecké vlády nízký důchod, ten však často šetřili až na pohřeb. Pohřbívalo se buď do společné betonové jámy, nebo do malých hrobů. Tento způsob pohřbívání pro majetnější by ovšem zaplnil hroby celou plochu ostrova, proto po čtyřech letech byly pohřbení přeneseni také do pohřební jámy. Na ostrově postupně vznikla komunita, která i přes odpor řecké vlády zajistila například pravidelné mše pravoslavné církve či dokonce svatební obřady. Ze sňatků se zrodilo několik dětí, které byly ovšem matkám ihned po porodu odebírány a umístili je do speciálního domova pro sirotky v Athénách. Pokud neonemocněli leprou až do věku 18 let, mohli se začlenit do řecké společnosti.
Podmínky na ostrově byly zlepšeny od roku 1932, kdy byl novým guvernérem jmenován dr. Grammatikakis. Zajistil stavbu nové nemocnice, dopravu elektrického generátoru na ostrov a postupně byly umožněny i návštěvy nemocných jejich rodinami. Z ostrova se ovšem nikdo z nemocných nemohl dostat, jedna manželka nemocného dokonce sebrala jeho injekční stříkačku a po použití po čase opravdu onemocněla leprou. Dostala se tedy za svým manželem na Spinalongu natrvalo. Byly vydávány ostrovní noviny, zřízeno kino, divadlo,a dokonce i tančírna v jedné z taveren.
Druhá světová válka v podstatě ostrov minula. Němečtí vojáci se ostrovu zdaleka vyhýbali a kontrolovali jen, aby nemocní ostrov neopouštěli. Kromě jediného incidentu, při němž byl zastřelen muž, tak boje žádné jiné oběti nepřinesly.
Roku 1954 padlo usnesení řecké vlády, že má být poslední evropské leprosárium zrušeno a nemocní mají být přemístěni do nemocnic. Rozhodnutí narazilo na odpor většiny obyvatel ostrova. Posledních třicet jich ostrov opustilo o tři roky později, některým z nich se díky modernějším metodám léčby podařilo uzdravit a zapojit se do normálního života.
Dnes slouží ostrov jako turistická atrakce a je hojně navštěvován turisty z blízké Kréty.

## Etymologie
Název ostrovu dali Benátčané a v překladu znamená dlouhý trn.